# Đăk Nhoong
Đăk Nhoong là một xã thuộc huyện Đăk Glei, tỉnh Kon Tum, Việt Nam.
Xã Đăk Nhoong có diện tích 164.98 km², dân số năm 2019 là 2.154 người, mật độ dân số đạt 13 người/km².